# Alexandre Mercereau
Alexandre Mercereau de la Chaume (22. října 1884, Paříž  – 1945) byl francouzský symbolistický básník a spisovatel.

## Život

### Rusko
V roce 1906 reagoval na výzvu skupiny ruských symbolistických a secesních umělců v Moskvě s názvem Голубая роза (Modrá růže) a pro jejich časopis Золотое руно (La Toison d'or, Zlaté rouno) působil jako francouzský dopisovatel.

### Abbaye de Créteil
Na podzim 1906 založili spisovatel Georges Duhamel a básník Charles Vildrac uměleckou komunu v Abbaye de Créteil. V té době pobýval Mercereau v Rusku. Ve své korespondenci s přáteli podporoval uskutečnění této myšlenky. Po svém návratu v roce 1907 se spolu se svou ruskou manželkou připojili ke komuně. Okouzlen modernismem zakládal různé literární revue. Komuna se ale – především díky finančním problémům – v roce 1908 rozpadla.
Mercereau v roce 1911 přerušil kontakty s Duhamelemm a Vildracem a napsal pamflet L'Abbaye et le bolchevisme culturel (Opatství a kulturní bolševismus), kde se staví k této své zkušenosti velmi kriticky.
V roce 1911 se seznámil se španělským sochařem Julio Gonzálezem a stal se jeho spolupracovníkem.

### Alexandre Mercereau a Čechy
Měl řadu přátel mezi českými výtvarníky a spisovateli. Patřili mezi ně například Josef a Karel Čapkové nebo František Kupka.
Alexandre Mercereau zasáhl i do rozkolu Skupiny výtvarných umělců, kdy došlo k ostré diskuzi mezi skupinou zastánců ortodoxního kubismu, kterou reprezentovali Emil Filla a Vincenc Kramář a skupinou kolem Josefa Čapka.
Mercereau sestavil výstavu s názvem Moderní umění, kterou pořádal v Praze Spolek výtvarných umělců Mánes v roce 1914 jako svou 45. výstavu. Byli zde zastoupeni malíři a sochaři Alexander Archipenko, Constantin Brâncuşi, Robert Delaunay, Marcel Duchamp, Raoul Dufy, Othon Friesz, Albert Gleizes, Roger de La Fresnaye, Louis Marcoussis, Jean Marchand, Jean Metzinger, Piet Mondrian, Diego Rivera, Jacques Villon. Dále se zúčastnili čeští zástupci – odpadlíci ze Skupiny: Josef Čapek, Vlastislav Hofman, Josef Chochol, Václav Špála a hosté: Otakar Kubín a Bohumil Kubišta.
Souběžně probíhala v Obecním domě VI. výstava Skupiny výtvarných umělců, kterou uspořádali Emil Filla a Vincenc Kramář ve spolupráci s Danielem Henry Kahnweilerem. Zde vystavovali Georges Braque, André Derain, Edvard Munch, Max Pechstein a Pablo Picasso. Spolu s nimi vystavovali členové Skupiny: Emil Filla, Josef Gočár, Otto Gutfreund, Pavel Janák, Zdeněk Kratochvíl, Otakar Nejedlý a Antonín Procházka.
Vedle toho, že se zastánci obou skupin ostře napadali v tisku, došlo i k takovým událostem, že galerista Daniel-Henry Kahnweiler, který se přátelil s Vincencem Kramářem, odmítl Alexandru Mercereauovi zapůjčit obrazy na jeho výstavu.

## Dílo
Svá raná díla vydával pod pseudonymem Eshmer-Valdor.
Vedle svého spisovatelského díla se věnoval organizování malířských výstav.

## Spisy
- Les Thuribulums affaissés, básně, 1905
- Gens de là et d'ailleurs : gens de la terre, gens de la ville, gens de Paris, 1907
- Contes des ténèbres, 1911
- La Littérature et les idées nouvelles, 1912
- Paroles devant la vie : la vie, le poète, la fiancée, la femme enceinte, la mère, soi-même, la demeure, la mort, 1913
- La Paix armée et le problème d'Alsace dans l'opinion des nouvelles générations françaises, 1914
- Évangile de la bonne vie, 1919
- Séraphyma, 1922
- La Conque miraculeuse, 1922
- Les Pensées choisies d'Alexandre Mercereau, 1922
- Une histoire merveilleuse, 1928

### České překlady
- Slova k životu, překlad Josef Richard Marek, KDA, svazek 123, Praha : Kamilla Neumannová, 1915